# تپه شماره یک زیاران
تپه شماره یک زیاران مربوط به پیش از دوره ساسانیان است و در شهرستان آبیک، روستای زیاران واقع شده و این اثر در تاریخ ۲۷ مرداد ۱۳۶۴ با شمارهٔ ثبت ۱۶۸۱ به‌عنوان یکی از آثار ملی ایران به ثبت رسیده است.